# Mallet (Cantal)
Pour les articles homonymes, voir Mallet.
Ancienne commune du Cantal, Mallet est divisée en 1839 entre les communes de Faverolles et de Sarrus, qui devient Fridefont en 1909.
La mise en eau du barrage de Grandval, à partir de 1959, engloutit le bourg de Mallet et l'on a donné le nom de cirque de Mallet à cette partie de la retenue du barrage. Une plage et une base nautique y ont été aménagées.

## Histoire
Lors de la suppression de la commune par la loi du 9 août 1839, Mallet est scindée en deux parties avec le Bès servant de délimitation. L'une rejoint la commune de Faverolles et l'autre, incluant le chef-lieu de la commune, est rattachée à Sarrus,.

## Administration
| Période                                  | Période | Identité | Étiquette | Qualité |
| ---------------------------------------- | ------- | -------- | --------- | ------- |
|                                          |         |          |           |         |
| Les données manquantes sont à compléter. |         |          |           |         |

## Démographie
| 1793 | 1800 | 1806 | 1821 | 1831 | 1836 |
| ---- | ---- | ---- | ---- | ---- | ---- |
| 158  | 150  | 157  | 222  | 189  | -    |

Histogramme

(élaboration graphique par Wikipédia)